# Unterleibstadt

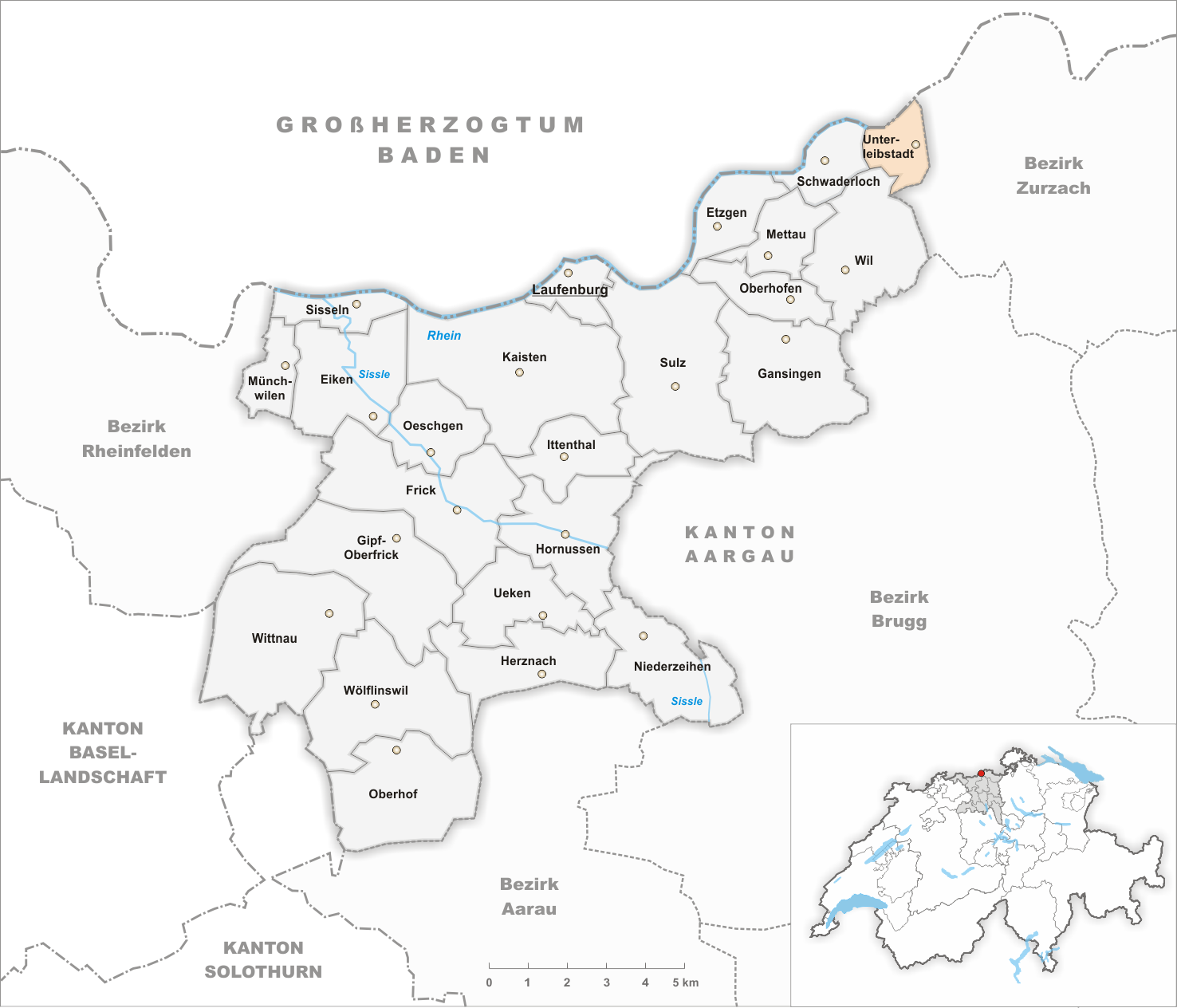
Gemeindestand vor der Fusion am 1. Januar 1866

Unterleibstadt war eine selbstständige politische Gemeinde im Kanton Aargau, im Bezirk Laufenburg in der Schweiz. 1866 fusionierte Unterleibstadt zusammen mit Oberleibstadt aus dem Bezirk Zurzach zur neuen Gemeinde Leibstadt.